# Sfratto e salute
(Katie Moran-McCabe, N Engl J Med 2021; 385:1443-1445)
Lo sfratto pregiudica la salute e la connessione sociale delle comunità; causando gravi e progressivi problemi per i soggetti che lo subiscono o temono. Milioni di famiglie in tutto il mondo vengono sfrattate ogni anno; ma, si sa molto poco sull'impatto che lo sfratto ha sulle loro vite e sulla loro salute.

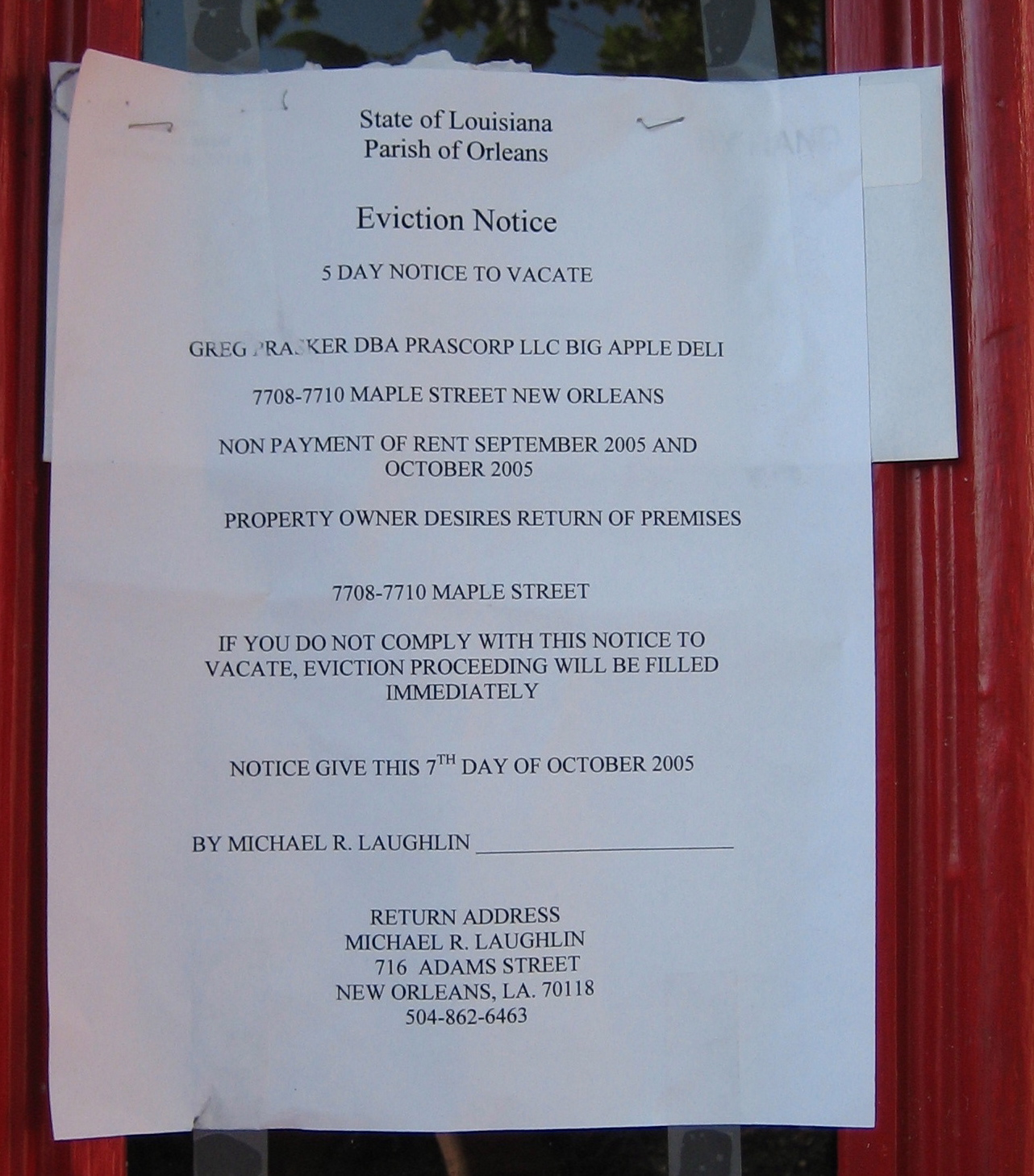
Primo piano di una porta a New Orleans, che mostra l'avviso di sfratto per mancato pagamento dell'affitto.

## Statistiche
Gli Stati Uniti hanno il più alto tasso di sfratto tra le nazioni ricche nell'Organizzazione per la cooperazione e lo sviluppo economico.
Ricerche statunitensi del 2016, mostrano che il 6,1% delle famiglie in affitto ha ricevuto avvisi di sfratto e il 2,3% è stato sfrattato dalle proprie case. 
Sebbene i dati demografici degli inquilini sfrattati varino leggermente negli Stati Uniti, le donne nere e ispaniche e le famiglie con bambini sono particolarmente a rischio di sfratto. Circa il 20% degli affittuari è nero, quasi il 33% delle richieste di sfratto sono contro affittuari neri. Il rischio di sfratto è del 2% più alto per le donne rispetto agli uomini e il tasso di sfratto contro le donne nere è quasi il doppio di quello contro le donne bianche (6,4 contro 3,4%).
Un'indagine sociologica coglie il fatto che i grandi proprietari depositano sfratti da due a tre volte quelli dei piccoli proprietari e questa disparità non è determinata dalle caratteristiche degli inquilini a cui affittano. I piccoli proprietari vengono frenati dalla conoscenza e dai rapporti interpersonali con l'affittuario, cosa che non accade per le società immobiliari che vedono nella procedura di sfratto una strategia di riscossione e gestione efficace degli affitti.

## Impatto
(Gaston Bachelard, La poética del espacio, trans. by Ernestina de Champourcin (Mexico DF: Fondo de Cultura Económica, 1965).)
In generale le questioni legali hanno un impatto importante sulle persone con varie forme di malattie mentali, comportando uno sforzo opprimente e frustrante alle stesse. In generale si è visto che i problemi di pagamento dell'alloggio hanno costi psicologici indipendenti da quelli associati a difficoltà finanziarie in generale. L'entità dell'effetto è simile a quella mostrata per la rottura del matrimonio e la perdita del lavoro.

Salute mentale e patologie

L'alloggio è un determinante sociale della salute che ha un impatto sulla salute e sul benessere dei bambini e delle famiglie.
Gli sfrattati sperimentano tassi più elevati di: insonnia, depressione, ansia, ipertensione, disturbo da stress post-traumatico (PTSD) e persino suicidio. 
Il processo di sfratto può richiedere molto tempo (potenzialmente mesi) e questo può lasciare lo sfrattato in uno stato di stress elevato, che lo rende più suscettibile alle malattie da stress.
È noto come milioni di famiglie negli Stati Uniti vengono sfrattate ogni anno. Tuttavia non si sa molto dell'impatto che lo sfratto ha sulle loro vite. Sappiamo, però, che le madri che sono state sfrattate l'anno precedente hanno subito maggiori difficoltà materiali ed avevano maggiori probabilità di soffrire di depressione e riferivano una salute peggiore per se stesse e per i loro figli, riferendo più stress genitoriale. Dati suggeriscono che almeno due anni dopo lo sfratto, queste madri sperimentano ancora tassi di disagio materiale e depressione significativamente più elevati rispetto alle coetanee.
Tra le cause di sfratto più comunemente individuate sono state identificate, in 10 studi peer-review, quattro categorie di fattori associati agli sfratti; esse sono: difficoltà finanziarie, caratteristiche sociodemografiche, uso di sostanze e altri problemi di salute.
Anche dopo che sono trascorsi anni, gli studi dimostrano che gli sfrattati sono meno felici, ottimisti ed energici di coloro che non sono stati sfrattati. Va anche ricordato che gli sfratti degli inquilini sono una causa significativa di senzatetto.
Varie ricerche scientifiche hanno cercato di stimare l'impatto dello sfratto sulla salute delle persone. In particolare Hoke MK, Boen CE nel 2021 hanno scritto che lo sfratto determina sulle persone un grave problema di salute pubblica, esso è associato ad un aumento del rischio depressivo nel tempo nei giovani adulti; infatti esso rappresenta un fattore di stress unico anche quando si considerano i tanti possibili fattori confondenti; poiché lo stress media l'associazione tra sfratto e sintomi depressivi. 
Un'analisi sistematica della letteratura scientifica sull'argomento conferma che «le persone minacciate di sfratto presentino esiti negativi per la propria salute, sia mentale (ad es. depressione, ansia, stress psicologico e suicidi) che fisica (condizioni di salute autopercepite, ipertensione e maltrattamenti sui bambini)».

Indice della Qualità di vita mondiale del 2019

Inoltre, in uno studio longitudinale, statunitense si è visto che «il 39% è risultato positivo allo screening per il disturbo d'ansia generalizzato, il 37% per il disturbo da stress post-traumatico, il 33% per il disturbo depressivo maggiore e il 17% ha riferito di ideazione suicidaria». 
In uno studio su 205 persone andaluse si è visto che i partecipanti avevano maggiori probabilità di avere cattive condizioni di salute (odds ratio (OR = 12,63), intervallo di confidenza al 95% [IC 95%]: 8,74-18,27), per le malattie cardiovascolari (OR: 3,08; IC 95%: 1,54-6,16) o o per il fumo (OR: 1,68; IC 95%: 1,21-2,33) rispetto alla popolazione generale andalusa.
Uno altro studio spagnolo mostra come le conseguenze biopsicosociali nella popolazione spagnola colpita da un processo di sfratto comportino conseguenze dal punto di vista fisico. Infatti, ricerche descrivono una scarsa auto-percezione della propria salute, nonché un aumento delle malattie croniche, del dolore, del consumo di droghe. Ma anche dal punto di vista psicologico. Infatti, sono stati riscontrati pensieri negativi, emozioni ricorrenti e aumento di ansia, depressione, disturbo mentale e stress post-traumatico; e sia anche dal punto di vista sociale, dove si è riscontrato che la famiglia, la prole e il garante sono stati colpiti, così come il sistema sanitario con maggiori visite mediche ed emergenze. Inoltre, le figlie femmine di sfrattati hanno rivelato una percezione della salute peggiore rispetto ai figli maschi.
Una ricerca del 2022 indica che l'insicurezza abitativa negli Stati Uniti ha «una relazione più forte con le condizioni croniche tra gli adulti di mezza età rispetto agli anziani e tra gli adulti neri rispetto agli adulti bianchi.»
In una ricerca di farmacoeconomia pubblicata su Lancet nel 2019 ha calcolato che il risparmio che si potrebbe ottenere con il 10% di riduzione della prevalenza di esperienze avverse dell'infanzia (ACE( potrebbe equivalere a un risparmio annuo di 3 milioni di DALY (in italiano: attesa di vita corretta per disabilità) o 105 miliardi di $.

### Reimpossesso vs Sfratto (proprietà vs affitto)
(Anna Kahlmetro et al., Università di Stoccolma; in European Sociological Review, Volume 34, Issue 1, February 2018,)
La perdita della proprietà abitativa è associata al rischio di malattie mentali comuni, ma non sono noti gli effetti di modifiche forzate della proprietà abitativa attraverso il recupero o reimpossesso rispetto allo sfratto da una locazione. 
I processi sociali ed economici che portano al recupero o spossesso rispetto allo sfratto sono ragionevolmente simili; anche se è probabile che i significati degli eventi nel tempo siano diversi. Infatti, la proprietà di una casa offre un maggiore senso di sicurezza psicologica rispetto a quella di una casa in affitto, psicologicamente più transitoria.
Una ricerca del 2009, cercando di rispondere alla domanda se esistono differenze tra uno reimpossesso e uno sfratto, mostra come il recupero dell'alloggio o reimpossesso (housing repossessions) è associato a un aumento del rischio di malattie mentali comuni (odds ratio aggiustato 1,61, intervallo di confidenza al 95% da 1,10 a 2,36), mentre lo sfratto dalla proprietà del locatario in affitto (eviction) non mostra un aumento del rischio (0,97, 0,76 a 1,20).
Si è compreso che in caso di sfratto da un affitto (eviction) la sicurezza psicologica degli individui torna rapidamente alla normalità quando gli individui si trasferiscono in altre abitazioni.
Al contrario il recupero dell'alloggio o reimpossesso (housing repossessions) aumenti significativamente il rischio di malattie mentali comuni in modo persistente. È probabile che un numero crescente di espropriazioni di alloggi porti ad un maggior numero di casi di richiesta di aiuto per disagio mentale.

### Sinossi esiti dello sfratto
«L'alloggio è troppo spesso visto come un bene o un'attività, piuttosto che come un determinante sociale della salute.»
Ricercatori della Wake Forest University School of Law, della Columbia University Mailman School of Public Health e di varie scuole della Yale University hanno sintetizzato le conseguenze mediche e non dello sfratto sulle persone.
| Salute fisica                       | Salute psichica                | Salute femminile                | Salute bambini                             | Condizioni di vita  | Condizioni sociali                           |
| ----------------------------------- | ------------------------------ | ------------------------------- | ------------------------------------------ | ------------------- | -------------------------------------------- |
| Tasso di mortalità più elevato      | Depressione                    | Assalto fisico                  | Avvelenamento da piombo                    | Piombo              | Punteggi di credito insufficienti            |
| Condizioni respiratorie             | Ansia                          | Assalto sessuale                | Declino accademico                         | Muffa               | Movimento verso il basso                     |
| Ipertensione                        | Ricovero per la salute mentale | Uso di droghe e danni correlati | Insicurezza alimentare                     | Scarsa ventilazione | Disoccupazione                               |
| Autopercezione della propria salute | Esposizione alla violenza      | Gravidanze premature            | Trauma emotivo                             | Parassita           | Instabilità residenziale                     |
| Malattie cardiocircolatorie         | Suicidio                       | Instabilità abitativa futura    | Rischio di malattie croniche in età adulta | Infestazioni        | Senzatetto                                   |
| Infezioni sessualmente trasmesse    | ..                             | ..                              | Basso peso alla nascita                    | Affollamento        | Impossibilità di accedere ai servizi sociali |
| Uso di droghe                       | ..                             | ..                              | Diminuzione dell'aspettativa di vita       | ..                  | ..                                           |

NB: Questa tabella riflette una prospettiva tipica della realtà USA.

### Sfratto vs instabilità abitativa
(Sanders 1990)
Mentre nello sfratto si ha la perdita dell'abitazione dove si è vissuti, nell'instabilità abitativa il soggetto può attualmente avere un posto dove vivere ma deve affrontare difficoltà nel mantenere la residenza. L'avviso di sfratto, i problemi con il padrone di casa, eventuali precedenti di trasloco ripetuti possono essere coerenti con una instabilità abitativa.
Inoltre, l'instabilità abitativa è associata ad un livello di pericolo più forte con esiti negativi sulla salute rispetto ad altri fattori come l'età, l'alcol e l'uso di droghe.
L'insicurezza abitativa suggeriscono che lo stress generato dall'incertezza residenziale e dalla mancanza di controllo negli alloggi privati in affitto può ridurre il benessere psicologico, alimentare il conflitto all'interno della coppia e aumentare il rischio di separazione.

### Sfratto e PTSD

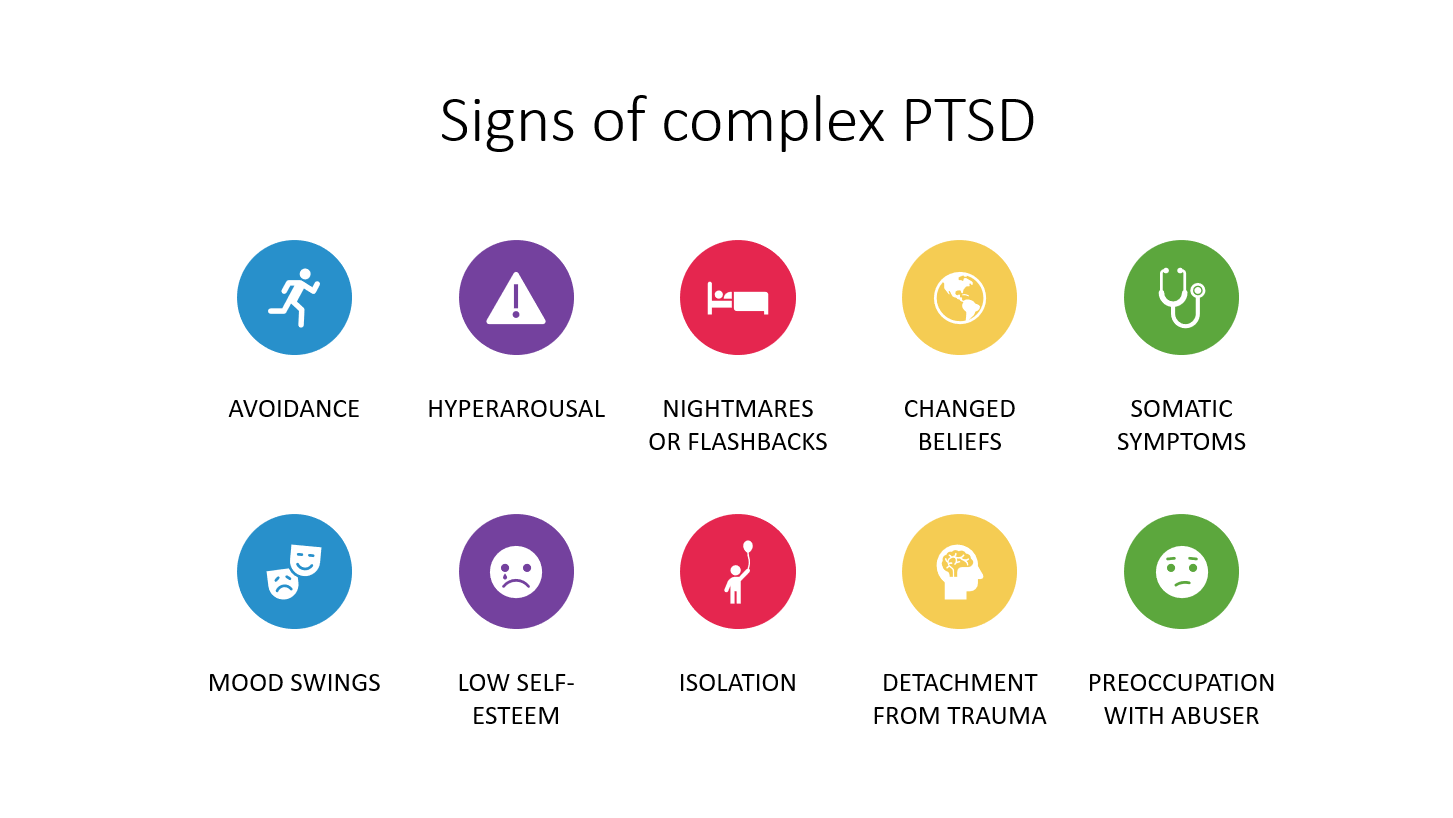
Il disturbo da stress post-traumatico complesso è una forma di disturbo da stress post-traumatico causato da traumi ripetuti. La prima riga include segni generali di PTSD (evitamento, ipereccitazione, incubi o flashback, convinzioni cambiate, sintomi somatici) e la riga inferiore include segni che si osservano specificamente in PTSD complesso (sbalzi d'umore, bassa autostima, isolamento, distacco dal trauma, e preoccupazione per l'abusante). Mentre le persone con PTSD regolare sperimenteranno sintomi dalla riga superiore, le persone con PTSD complesso avranno la maggior parte o tutti i sintomi elencati.

Tra i pochi studi, che hanno analizzato popolazioni non anglosassoni, uno studio di autori dell'Università di Granada ed altri in Spagna ha studiato con un questionario 205 pazienti sottoposti a sfratto. Il «95,1% ha riferito di vivere il processo di sfratto domestico con paura, impotenza o orrore; con sintomi di evitamento (t = 5,01; p < .05), attivazione (t = 5,48; p < .01) e punteggio totale (t = 4,15; p < .05).» Inoltre, «il 72,5% ha soddisfatto i criteri dei sintomi del DSM-IV per PTSD. Il principale fattore predittivo dello stress percepito era la sintomatologia del disturbo da stress post-traumatico (B = .09; p < .001).» 
Gli autori dello studio spiegano che il processo di sfratto della casa è definito in questo studio come la situazione che va dall'inizio della difficoltà a pagare il mutuo fino al momento in cui la famiglia viene sfrattata dalla casa. Perché questo processo può essere considerato un periodo prolungato di stress traumatico che può influenzare l'integrità fisica e psicologica delle persone. Inoltre, gli autori dello studio hanno rilevato che gli sfrattati mostrano insieme alla sintomatologia del disturbo post-traumatico da stress (PTSD), anche indici più elevati di stress percepito, ansia e depressione.
Inoltre, uno studio del 2004, condotto in Australia, si è visto che esiste una comorbidità tra PTSD e depressione che può essere associata a disfunzioni psicosociali a lungo termine tra soggetti rifugiati di origine bosniaca. Mostrando come rispetto «ai soggetti normali e a quelli con PTSD puro, il gruppo di comorbidità ha manifestato sintomi di PTSD più gravi e livelli di disabilità più elevati su tutti gli indici (disfunzione globale: odds ratio=5,0, P<0,001, distress: odds ratio=6,0, P<0,001, menomazione sociale: odds ratio 5,9, P<0,001 e disabilità professionale: odds ratio 5,0, P<0,001).»
In uno studio del 2013 condotto dall'Università di Ariel i Israele si è visto che «nove anni dopo il trasferimento forzato dagli insediamenti di Gaza, i giovani adulti che sono stati sfrattati dalle loro residenze da adolescenti soffrono di sintomi di disturbo da stress post-traumatico che sono più legati al trasferimento stesso che allo stress causato dagli eventi di resistenza.»

#### Sfratto e continuous traumatic stress
Oltre il PTSD, come comunemente viene descritto, autori suggeriscono un'entità nosografica definita Stress traumatico continuo in inglese continuous traumatic stress (CTS) in contrapposizione al Post-TSD, in altri termini è una patologia che precede un evento noto causa di grave stress, al contrario del PTDS che segue lo stress subito. Ciò perché gli attuali criteri diagnostici per il disturbo post-traumatico da stress (PTSD) non includono i sintomi risultanti dall'esposizione a stress traumatico continuo o in corso, non cogliendo il PTSD i sintomi di stress associati all'esposizione a minacce che si estendono per mesi o anni. Il CTS è una patologia correlata, ma distinto dal PTSD.
Furono Straker e il Sanctuaries Counseling Team nel 1987 che hanno individuato nel CTS un lento e qualificante disturbo, disturbo che si correla con quelle esperienze degli individui che vivono sotto condizioni di esposizione continua al trauma.
Questa entità diagnostica. benché è poco descritta, coglie un crescente riconoscimento degli psichiatri sugli effetti traumatici dell'esposizione continua allo stress traumatico; effetti che si estendono oltre gli attuali criteri diagnostici per il disturbo post-traumatico da stress (PTSD). Gli studi dimostrano che le risposte all'esposizione continua alla minaccia sono più ampie e più intense di quelle associate a una singola esposizione traumatica.
In letteratura esiste un ampio corpus di dati che individua nello stress continuato nel tempo una precisa causa di patologia PTDS; come accade in certe realtà in corso di procedimenti giuridici di sfratto, che a volte si protragono a lungo nel tempo.
Nel CTS si possono agevolmente inquadrare i disturbi e problemi correlati con l'instabilità abitativa, intesa come condizione di disagio intenso protratto nel tempo. Condizione questa come prima detto che può ridurre il benessere psicologico, alimentare il conflitto all'interno della coppia aumentando il rischio di separazione.

### Sfratto e rischio di suicidio

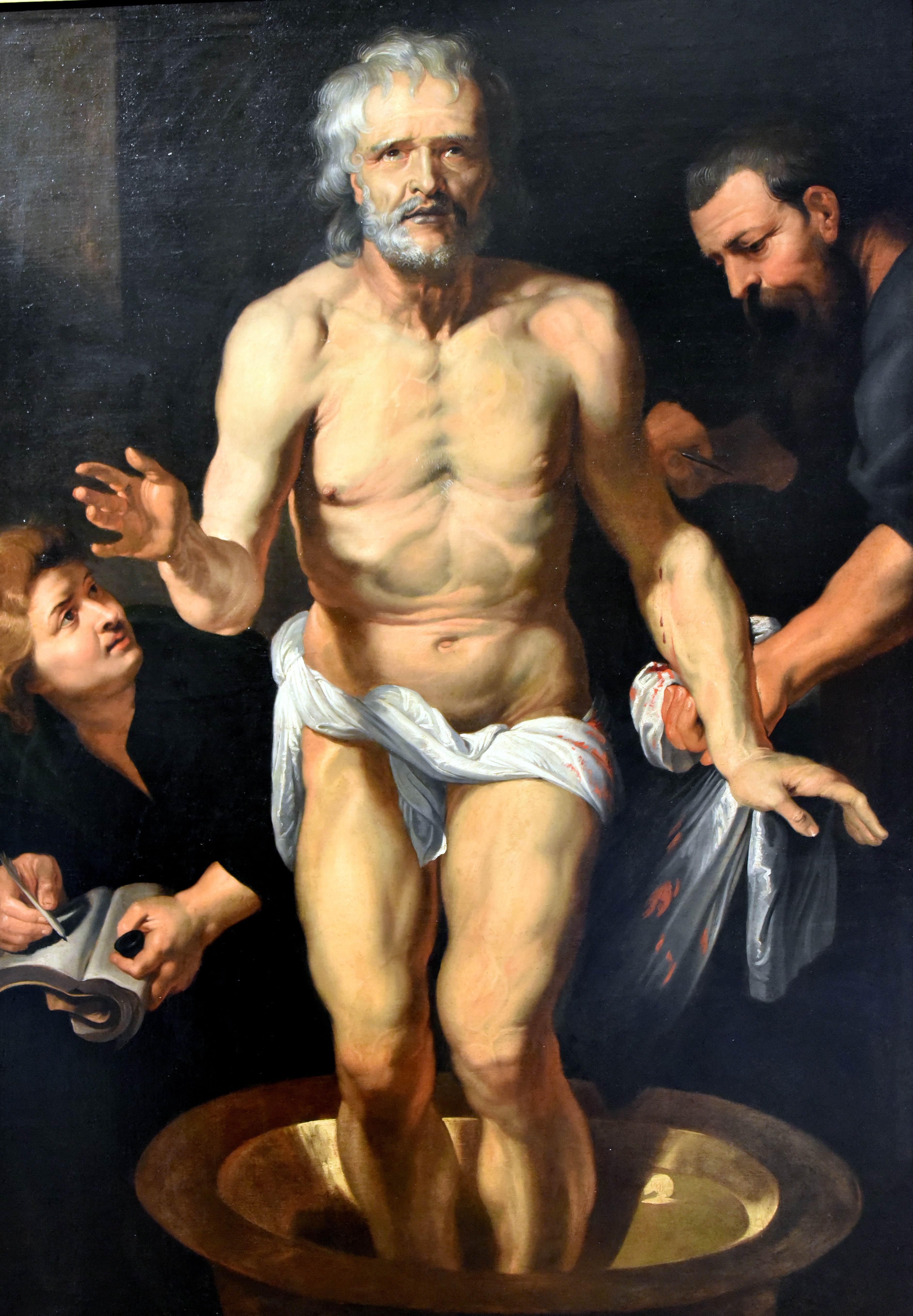
La morte di Seneca, di un artista non identificato, una copia da Peter Paul Rubens (1577-1640). Nationalmuseum, Stoccolma, Svezia. Olio su tela.

Tra le principali cause di suicidio si segnala il ruolo dei procedimenti legali civili o penali (incluso il divorzio); insieme ai disagi familiari, personali o sociali (come il lutto e la rottura coniugale).
La disoccupazione unita a uno sfratto anticipato dalla propria abitazione è segnalata come causa primaria di genesi del suicidio.
Lo sfratto è stato individuato come fattore di rischio di suicidio non immediato ma di rischio cronico.Solitamente i soggetti con patologie psichiatriche preesistenti si sono suicidati tutti entro cinque giorni dallo sfratto. Lo sfratto, quando viene eseguito ai non senzatetto, è un fattore di rischio specifico e prossimale per il suicidio, in particolare per i pazienti vulnerabili.
Una ricerca condotta, a partire dal 2006, sulla crisi immobiliare negli Stati Uniti ha verificato che i suicidi riscontrati nella ricerca si sono verificati prima dell'effettiva perdita dell'alloggio (79%) a causa del pignoramento dell'immobile; mentre il 37% dei deceduti ha subito crisi acute a seguito di sfratto o pignoramento entro 2 settimane. Comportando che la perdita di alloggi è una crisi significativa che può accelerare il suicidio. L'aumento dei suicidi è indipendentemente da altri fattori economici associati alla crisi immobiliare.
Uno studio di coorte svedese ha confermato che tra coloro che avevano perso il diritto legale alla loro abitazione, e per i quali il proprietario aveva chiesto l'esecuzione dello sfratto, avevano circa quattro volte più probabilità di suicidarsi rispetto a coloro che non erano stati esposti a questa esperienza (OR = 4,42).
Questo dato è confermato anche da uno studio USA del 2018 che mostra come in caso di sfratto o spossesso le percentuali di suicidio sono pari al 4.3% tra gli spossessati con patologie psichiatriche preesistenti versus il 3.4% della popolazione che non aveva patologie preesistenti note.
M Desmond & R. T. Kimbro nel 2015 scrivono che «almeno due anni dopo il loro sfratto, le madri sperimentano ancora tassi di disagio materiale e depressione significativamente più elevati rispetto alle coetanee».

### Sfratto e separazione coniugale
Vi è una connessione positiva tra matrimonio e proprietà della casa, secondo un ricercatore sono 4 i motivi che spiegano ciò. Infatti, è possibile che:
- La casa in comune potrebbe essere un prerequisito o un catalizzatore per il matrimonio.
- Il matrimonio potrebbe aumentare il valore o facilitare l'acquisto congiunto di una casa.
- L'acquisto di una casa e il matrimonio potrebbero essere entrambi parte di una stessa transizione verso la stabilità.
- Le coppie potrebbero creare una propensione sia al matrimonio che alla proprietà congiunta della casa, per alcune caratteristiche delle stesse.

Anche se altri ricercatori sostengono che la differenza tra coppie sposate e conviventi nella probabilità di diventare proprietari di casa è diminuita nel tempo.
Inoltre, è normale per le famiglie vivere insieme in una casa, ma è anche normale porre fine alla residenza congiunta se una coppia interrompe la loro relazione.
Al contrario è relativamente poco studiata la relazione tra le condizioni abitative preesistenti come causa antecedente ed influente sulla separazione di coppia.
Sono 3 le criticità che emergono, in una indagine condotta nel Regno Unito da R. Coulter & M. Thomas nel 2019, infatti in questo caso:
- le disposizioni legali in materia di proprietà abitativa e contratti abitativi di genere;
- l'ambiente vissuto (spazio) all'interno delle abitazioni; e
- la capacità delle coppie di soddisfare i pagamenti dell'alloggio.

In questa indagine emerge che tutte e tre le dimensioni delle circostanze abitative sono associate alla separazione. Fondamentalmente, gli arretrati sui mutui o sugli affitti aumentano notevolmente il rischio di scioglimento della partnership, soprattutto tra le coppie sposate che altrimenti in genere hanno una bassa propensione alla separazione. La ricerca si conclude suggerendo di favorire le politiche attive sull'edilizia abitativa come potenziale motore del cambiamento demografico.
| Dimensione dell'abitazione (misure rilevanti)                                 | Legame potenziale con la separazione | Ipotesi |
| ----------------------------------------------------------------------------- | --- | --- |
| 1. Istituzione giuridica (locazione e rapporti contrattuali)                  | * La proprietà della casa è un impegno congiunto che rende la separazione più dirompente e costosa. * Gli affitti privati meno sicuri che offrono un controllo limitato dell'abitazione minano la sicurezza ontologica, la stabilità della posizione e un progetto condiviso di "fare la casa". * I contratti abitativi congiunti sono un investimento di partenariato condiviso. * Il contratto unico detenuto dalle donne aumenta l'indipendenza economica delle donne e riduce il costo relativo dell'abbandono di un'unione di base. | A1) L'affitto è associato a un rischio di separazione più elevato rispetto alla proprietà della casa. A2) Le coppie in cui solo la donna è titolare di un contratto di alloggio hanno un rischio maggiore di separazione rispetto alle coppie in cui entrambi i partner sono titolari di un contratto. |
| 2. Ambiente vissuto (pressione spaziale)                                      | * Lo spazio abitativo limitato riduce la privacy e genera stress e attrito tra i partner. * Lo spazio abitativo limitato riduce il benessere psicologico, che a sua volta ha un impatto negativo sulle interazioni e sulla qualità delle relazioni. | B) Maggiori livelli di pressione spaziale nell'abitazione sono associati ad un aumentato rischio di separazione |
| 3. Capacità di far fronte alle indennità di alloggio (arretrati di pagamento) | * Le difficoltà nell'affrontare i costi dell'alloggio e il conseguente rischio di recupero crediti o di sfratto/recupero creano attriti tra i partner e riducono la sicurezza economica e ontologica derivante dallo stare insieme. * Le difficoltà a far fronte ai costi dell'alloggio minano l'autostima e il benessere psicologico, che a sua volta ha un impatto negativo sulle interazioni e sulla qualità delle relazioni. | C) Gli arretrati nel pagamento dell'alloggio sono associati a un aumentato rischio di separazione. |

### Sfratto e violenza del partner
I sopravvissuti alla violenza del partner intimo (IPV) affrontano l'insicurezza abitativa quando sfuggono alla violenza; queste persone contribuisce alla condizione di senzatetto e all'insicurezza abitativa per i sopravvissuti e i loro figli. La necessità di alloggi sicuri e le risorse economiche per mantenere un alloggio sicuro sono due delle preoccupazioni più pressanti tra le donne vittime di abusi, essendo fondamentale per i sopravvissuti alla violenza del partner intimo (IPV) per raggiungere la stabilità a lungo termine.
Inoltre si è visto che per i sopravvissuti alla violenza del partner, la politica di difesa dallo sfratto può interrompere il seguito psicologico della violenza del partner e l'instabilità abitativa. Infatti, in uno studio si è visto che risiedere in uno stato degli Stati Uniti con una politica di difesa dallo sfratto (contro nessuno) è stato associato a nessuna segnalazione di frequenti mal di testa (B [IC 95%] = -0,21 [-0,41, -0,01], p <0,05) ed una ridotta probabilità di segnalare problemi di sicurezza (B [IC 95%] = -1,36 [-2,16, -0,56], p < . 001) e sintomi da PTSD (B [SE] = -1,91 [-2,82, -1,01], p < 0,000). Queste ricerche indicano la necessità di interventi come un rapido ricollocamento e alloggi permanenti di supporto sulla sicurezza e stabilità dei sopravvissuti a lungo termine.

### Sfratto e disturbo da accumulo

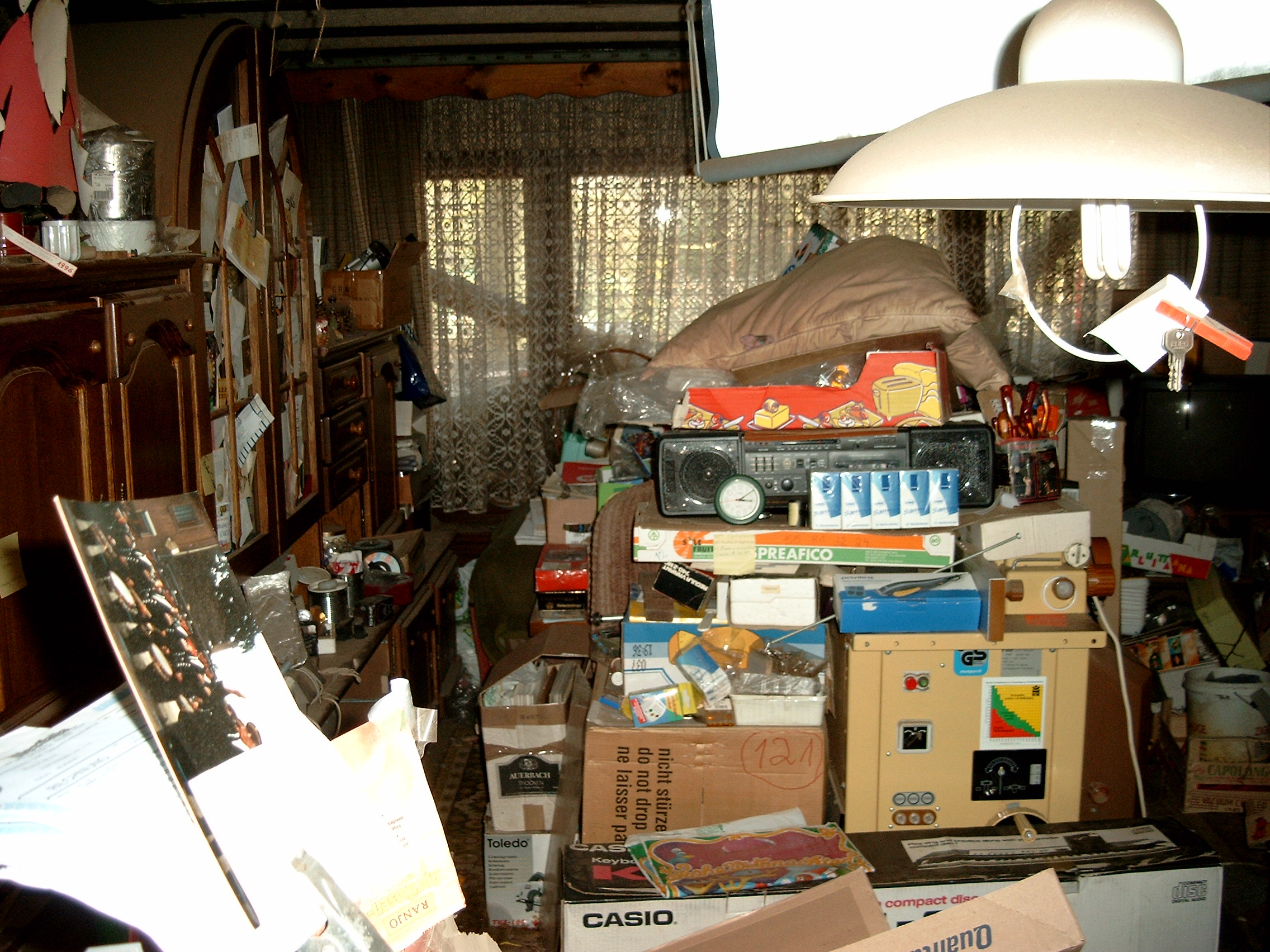
Accumulo compulsivo in un appartamento

Il disturbo da accumulo ha conseguenze significative sulla salute, inclusa la devastante minaccia di sfratto. Infatti il disturbo da accumulo provoca anche conseguenze significative per la salute pubblica, inclusi rischi di incendio, condizioni di vita non igieniche e danni strutturali, che possono violare i codici di costruzione, incendio o manutenzione della proprietà e portare a sfratto e a divenire senzatetto. Il rischio di sfratto in questa popolazione è 10 volte maggiore che nella popolazione normale secondo una ricerca condotto nel Regno Unito.
Tra le conseguenze maggiori del disturbo d'accumulo abbiamo:
- relazioni familiari spesso molto tese,
- conflitti con i vicini e le autorità locali,
- procedimenti legali di sfratto e alcuni storie di sfratti,
- rischio di incendi, cadute (soprattutto nelle persone anziane), scarse condizioni igienico-sanitarie e altri rischi per la salute.
- In generale qualità della vita è spesso notevolmente ridotta.

### Sfratto e salute pediatrica
Un alloggio instabile durante la gravidanza è associato a esiti avversi alla nascita, dati di ricerche suggeriscono che lo sfratto e la salute possono essere ciclici e co-costitutivi.
Una ricerca condotta a Chicago nel 2016 ha rilevato, con una media di 18,79 sfratti al giorno, che i tassi di richiesta di sfratto e i tassi di sfratto erano predittori significativi sia per il peso alla nascita molto basso (VLBW) che per la mortalità infantile (IM) sia nei modelli non aggiustati che in quelli aggiustati (p <0,05).
Questo dato viene confermato in una ricerca pubblicata su JAMA, dove confrontando dati sullo sfratto di donne in gravidanza rispetto a non in gravidanza, si è calcolato che «lo sfratto durante la gravidanza è associato a un peso alla nascita del bambino inferiore (differenza media, -26,88 [IC 95%, da -39,53 a -14,24] g) e all'età gestazionale (differenza media, -0,09 [IC 95%, -0,16 a -0,03] settimane) e un aumento dei tassi di basso peso alla nascita (0,88 [IC 95%, 0,23-1,54] punti percentuali) e prematurità (1,14 [IC 95%, 0,21-2,06] punti percentuali).»
Una ricerca di coorte retrospettiva del 2020 in USA, che ha utilizzato dati del National Center for Health Statistics (2009-2016), ha mostrato come una maggiore esposizione alle pratiche di sfratto all'interno delle contee, in particolare nelle ultime fasi di una gravidanza, è stata associata a un aumentato rischio di esiti avversi alla nascita. Queste situazioni generano conseguenze per tutta la vita ed anche multigenerazionali.

### Sfratto e comportamenti giovanili devianti
Preliminarmente va sottolineato come i quartieri con un'alta percentuale di bambini subiscono un aumento degli sfratti; inoltre, gli inquilini con più figli hanno una probabilità significativamente maggiore di ricevere una sentenza di sfratto.
Ne consegue come mostrano i risultati di una ricerca condotta all'Università di Princeton, che i bambini che sperimentano difficoltà abitative hanno maggiori probabilità di impegnarsi in comportamenti delinquenziali rispetto ai bambini che non vivono difficoltà abitative. 
L'esposizione a livelli più elevati di disagio e più ondate di disagio sono entrambe associate a una maggiore delinquenzialità. La povertà infantile non modera il rapporto tra disagio abitativo e delinquenza, suggerendo che il disagio abitativo è associato a comportamenti delinquenti sia per i bambini poveri che per quelli non poveri. 
Questo dato viene confermato da altre ricerche pubblicate che affrontano l'esperienze avverse dell'infanzia (ACE).

### Sfratto e terza età
Generalmente il trasferimento di un anziano dalla sua abituale dimora ad una comunità per anziani può essere assimilato ad uno sfratto; questo può non valere per i senza tetto. 
Ricerche su individui istituzionalizzati mostrano che l'anziano conosca un'ansia legata allo sfratto, all'espropriazione e a temuti atti di maltrattamento.
L'"invecchiamento di successo" è legato a fattori che non dipendono solo dal basso reddito, dallo scarso accesso ai servizi ed anche da alloggi inadeguati. 
Infatti, la resilienza che l'anziano mette in essere per godere di un invecchiamento di successo non deriva solo dal contrastare i cambiamenti nel funzionamento cognitivo, nel benessere fisico, nella riduzione delle risorse finanziarie e nella perdita delle reti di supporto sociale e dei fattori di stress associati all'invecchiamento normale, tra cui la morte di una persona cara o il pensionamento. 
Tra i fattori che contribuiscono ad un buon invecchiamento v'è anche agire con le modifiche necessarie per consentire l'occupazione continua di una casa contribuendo anche a migliorarne la qualità della vita; anche con modifiche che riducono il bisogno di assistenza domiciliare di supporto agli anziani e gli adulti con disabilità e possono rallentare lo sviluppo della fragilità. Ricordando anche che l'età cronologica di per sé non è una buona misura del livello di funzionamento di un individuo; quindi, affrontare i bisogni legati all'invecchiamento deve considerare che il gruppo target sarà diversificato.
La letteratura esistente ha stabilito che l'invecchiamento sul posto è importante per il benessere multidimensionale dell'individuo e che l'invecchiamento sul posto con successo richiede supporto a più livelli.
Il trasferimento dell'anziano in un'altra realtà abitativa dalla propria abituale abitazione è causa di riacutizzazione di "vecchi" traumi psicologici che spesso portano ad una mancata accettazione della "nuova" situazione. L'ambiente abitativo è un aspetto significativo del benessere generale, le esperienze degli anziani con storie di traumi nel garantire un adattamento persona-ambiente adeguato è una sfida sociale non ancora sufficientemente studiata.

### Sfratto e COVID-19

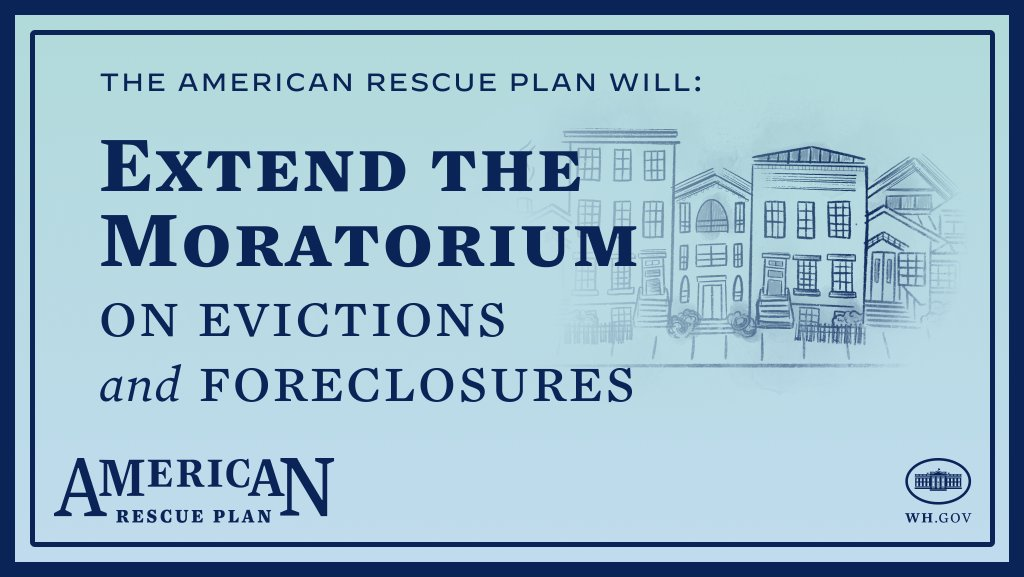
Manifesto che annuncia che, di fronte alle conseguenze della crisi dei mutui e della repressione, l'American Relief Plan ha esteso la moratoria che vieta i sequestri e gli sfratti di case.

Lo sfratto provoca l'aumento della diffusione di COVID-19 e della relativa morbilità e mortalità. Negli Stati Uniti la crisi economica associata ha messo milioni di famiglie statunitensi a rischio di sfratto.
La variazione nella scadenza delle moratorie degli sfratti negli stati degli Stati Uniti è stata valutata, in uno studio del 2021, per testare l'associazione tra gli sfratti e l'incidenza e la mortalità dovuta al COVID-19. 
I risultati dello studio mostrano come la scadenza delle moratorie di sfratto è stata associata a un aumento dell'incidenza e della mortalità di COVID-19, ciò a sostegno della logica di salute pubblica che utilizza la prevenzione degli sfratti per limitare i casi e i decessi di COVID-19.
Ulteriori ricerche suggeriscono che l'insicurezza abitativa causata dallo sfratto potrebbe aver esacerbato la pandemia di COVID-19. Inoltre forti moratorie di sfratto, durante la pandemia di COVID-19, erano associate alla protezione contro il disagio mentale.
La pandemia di COVID-19 ha provocato una catastrofica perdita di posti di lavoro, tassi di disoccupazione senza precedenti e gravi difficoltà economiche nelle famiglie degli affittuari, con significativi aumenti della precarietà abitativa e del rischio di sfratto. 
È noto come lo sfratto può aumentare la diffusione di COVID-19 e che l'assenza o la revoca delle moratorie di sfratto può essere associata a un aumento del tasso di infezione e morte da COVID-19, Si visto come tra la popolazione nera il tasso di mortalità è 2,1 più alto che tra la popolazione bianca. Inoltre indigeni americani e le persone ispaniche/latine devono affrontare un tasso di infezione quasi 3 volte superiore a quello dei bianchi non ispanici. Ciò porta alla conclusione che la politica abitativa è una strategia primaria di mitigazione della pandemia di COVID-19.
Le politiche per arginare gli sfratti sono una componente importante e garantita del controllo del COVID-19, infatti si è visto valutando due scenari: nel primo in cui è stata applicata una moratoria rigorosa sugli sfratti e il secondo in cui gli sfratti possono riprendere per la sospensione di moratorie, si è visto un aumento dei tassi di infezione quando si effettuano sfratti.
Ciò si spiega con il fatto che la maggior parte delle famiglie sfrattate si "raddoppia", trasferendosi da amici o familiari,  immediatamente dopo essere state sfrattate.
Secondo un'analisi lo sfratto‐l'insicurezza abitativa potrebbe aver esacerbato la pandemia di COVID‐19; in particolare i soggetti cui è stata revocata la moratoria hanno manifestato rischi maggiori di una diagnosi di COVID-19 a partire da 5 settimane dopo la revoca della moratoria (hazard ratio [HR], 1,39; IC 95%, 1,11-1,76; P = 0,004), raggiungendo un HR di 1,83 (IC 95% , 1,36-2,46; P <.001) 12 settimane dopo.
I rischi sono aumentati di intensità tra gli individui con comorbidità preesistenti e quelli che vivono in aree non ricche e gravate dagli affitti.

### Sfratto e comunità
Lo sfratto sulle comunità degli Stati Uniti si «dimostra essere anche un sintomo di patologie sociali molto ampie e interconnesse: razzismo strutturale, noiosa disuguaglianza economica e mercificazione degli alloggi, che hanno portato a un sistema di leggi spezzate, con politiche e pratiche che incidono sull'accessibilità, la stabilità, la qualità e l'equità degli alloggi. ...  L'alloggio è troppo spesso visto come un bene o un'attività, piuttosto che come un determinante sociale della salute.»
Alcuni esempi storici noti di sfratti forzosi su minoranze etniche sono stati:
- il popolo Hopi dalle proprie terre sacre;[83]
- la deportazione del popolo acadiano dalle proprie case in Nuova Scozia, nel 1755;[84]
- l'interpretazione "soggettiva" di ciò che lo sfratto ha significato per gli irlandesi durante il XIX secolo;[85][86]
- la minaccia di sfratto come arma dei proprietari terrieri nella politica elettorale nella campagna vittoriana;[87]
- la proprietà sottratta ai lealisti dopo la rivoluzione americana.[88]
- La ricolonizzazione dell'arcipelago di Chagos e dello sgombero forzato dei Chagossiani, da parte del Regno Unito e degli Stati Uniti.[89]

Altri esempi storici noti nel XX secolo sono stati invece:
- lo sgombero di inquilini e abusivi da un palazzo rinascimentale a Ferrara nel 1920;[90]
- l'espropriazione e lo sfollamento dei cittadini arabi di Israele;[91][92]
- il saccheggio, l'incendio e la distruzione di proprietà afroamericane durante e dopo le rivolte razziali di Tulsa;[83] con la riforma del Codice fondiario nel 1858;[93]
- la presa di proprietà ebraiche in Francia e nei Paesi Bassi durante la seconda guerra mondiale;[94]
- gli sgomberi forzati in Cina che miravano a creare spazio per le città in rapida espansione;[95]
- le alleanze razzialmente restrittive negli Stati Uniti;[96]
- le case dei 20 milioni di americani che vivono in alloggi fabbricati, installate in gran parte su terreni privati, che possono essere sfrattati in 30 giorni;[97]
- il fenomeno degli sgomberi forzati in Africa e le implicazioni per i diritti alla terra e lo sviluppo umano;[98]
- le controversie in Bangladesh sugli sgomberi forzati dagli slum indotti dallo stato;[99]
- lo spostamento della popolazione del lago Boeung Kak alla capitale Phnom Penh in Cambogia;[100]
- il contributo ai conflitti sulla terra in contesti postbellici;[101]
- la Chiesa, i cristiani ortodossi e l'amministrazione statale nella regione di Chehn nel 1918-1939;[102]
- la questione irachena;[103]
- la "villagizzazione" imposta in Etiopia nel 1978-1984,[104] e
- il requisito che tutte le donne sposate cedano i loro beni ai loro mariti secondo le leggi della copertura.[105]

Su una comunità rom in Ungheria, svantaggiata e a rischio di sfratto, nel 2002 sono state valutati due scenari: sgombero con inserimento in lista d'attesa per l'edilizia sociale (ipotesi sfratto) contro un complesso abitativo sostitutivo (ipotesi progetto abitativo). Lo studio coordinato dall'Università di Debrecen mostra come i guadagni finanziari a breve termine (ipotesi sfratto) debbano essere confrontati con le perdite di salute a lungo termine (ipotesi progetto abitativo).
Le comunità di popolazione araba beduina nel deserto israeliano del Naqab/Negev sottoposte a sfratti forzosi, nel contesto del conflitto israelo-palestinese, sono vittime di stress e malattie organiche con aumenti della mortalità infantile.

### Sfratto da cambiamenti climatici
Molti analisti collegano il cambiamento climatico con un accresciuto rischio di conflitto attraverso percorsi causali che implicano la diminuzione o la modifica della disponibilità delle risorse. 
Ciò sebbene nessuno nel campo della ricerca sul clima ha suggerito che il cambiamento climatico come "l'unica causa" di guerre, violenze, disordini o migrazioni probabilmente il cambiamento climatico è invece come un moltiplicatore di rischio o un cofattore.
Le persone che sono emigrate a causa di cambiamenti ambientali riferiscono di aver subito perdite non economiche dovute al trasloco, come identità, onore, senso di appartenenza e salute mentale.

### Sfratto e reputazione
In generale un danno alla reputazione si verifica quando eventi incontrollabili e/o pubblicità negativa hanno un impatto negativo sulla reputazione di una persona e ciò accade a coloro che sono sottoposti a procedure di sfratto.
"Nessuno può essere soggetto a interferenze arbitrarie o illegali nella sua privacy, famiglia, casa o corrispondenza, né ad attacchi illegali al suo onore e alla sua reputazione".
Lo sfratto pregiudica anche la salute e la connessione sociale delle comunità; determinando esperienze di stress, vergogna e discriminazione.
Margaret Elise Harkness alias John Law (1854 - 1923) è stata una giornalista e scrittrice radicale inglese, che descrisse le pressioni subite dalle donne lavoratrici in posizioni precarie per la disoccupazione e povertà, e per lo sfratto e il conseguente danno alla propria reputazione.
Il caso del musicista e compositore jazz Charles Mingus è un esempio eclatante, infatti lo stresso in crisi economica negli anni 60 rischiò lo sfratto dall'abitazione in cui viveva, ciò gli causo un danno alla reputazione e alla sua carriera di musicista in quanto i proprietari dei club, dove lavorava, terrorizzati decisero di non ingaggiarlo.

## Strumenti diagnostici
Per le famiglie con problemi abitativi è stato proposto uno screening per affrontare i determinanti sociali della salute in contesti clinici e di servizi sociale. Nel modello di screening proposta da Ania Anderst et al., le aree da indagare circa l'abitazione sono:
- Problemi generali circa la propria abitazione (problema non specificato o problemi multipli).
- Problemi fisici o strutturali circa la propria abitazione.
- Affollamento.
- Parassiti.
- Utenze (mancanti).
- Instabilità abitativa, insicurezza o senzatetto.
- Necessità di modifiche abitative (ristrutturazioni).
- Quartiere insicuro.
- Altro (sussidio abitativo, bisogni vitali, altri correlati con l'abitazione).